# Лепосава Павловић
Лепосава Павловић (Београд, 17. август 1906 — Београд, 23. април 2004) била је српска сликарка.

## Биографија
Рођена је 17. августа 1906. године у Београду. Свет је угледала у старој београдској Господар-Јевремовој улици, чији се број није мењао све тамо од 1882, када је кућу с бројем 39 сазидао њен деда Коста Ст. Павловић, упамћен као први начелник, тек од Турака ослобођеног и Србији припојеног нишког округа. Други рођендан је прославила у возу за Париз.
Госпођица Бела је ту завршила и ниже разреде гимназије, у екстернату за женску децу, тако да јој је француски језик постао близак као матерњи. Ту је попримила и дух француске културе, који никад неће заборавити. Следи повратак у родни Београд. Ту ће, одмалена склона сликарству, по савету породици блиске сликарке Бете Вукановић, уписати и завршити припремни течај на Уметничкој школи. Дипломираће на Краљевској уметничкој школи код уваженог наставника Љубе Ивановић, упоредо са познатим уметницима: Љубицом Сокић, Стеваном Боднаровим, Мишом Вукотићем, Пивом Караматијевићем.
Магистрирала је код сликара Милана Миловановића 1932. године.

## Уметнички рад
Самостално је излагала у Букурешту, Скопљу и Београду. Подучавала је француском језику студенте Филолошког факултета, била преводилац и рецензент, објављивала студије о румунској народној књижевности, одржала бројна предавања, штитила ауторска права свог рођака Слободана Јовановића, писала предговоре у каталозима, саветовала млађе и давала слике у хуманитарне сврхе. Иако свестрана и силом прилика принуђена да се посвети другим пословима, никада није престала да се бави сликарством, цртежом и илустрацијом. Сликарка Лепосава Ст. Павловић била је наш најстарији сликар.
Зрело доба провела је радећи на више разбоја. Да би заборавила где је и да је комунисти не би отерали из родне куће. Предавала је француски будућим дипломатама.
Била је пријатељ са Иво Андрићем, Исидором Секулић и Јованом Дучићем. Бела је сопствену збирку слика поклонила Народном музеју, док је 1996. године, 154 своја цртежа подарила Спомен-збирци Павла Бељанског у Новом Саду, а библиотеку Богословији Епархије шумадијске у Крагујевцу. Дом породице Павловић уврштен је у споменике културе и налази се под заштитом Градског завода за заштиту споменика.
Преминула је 23. априла 2004. године у Београду.